# Parisoperan
Parisoperan (franska: Opéra de Paris, uttal: [opeʁa də paʁi]

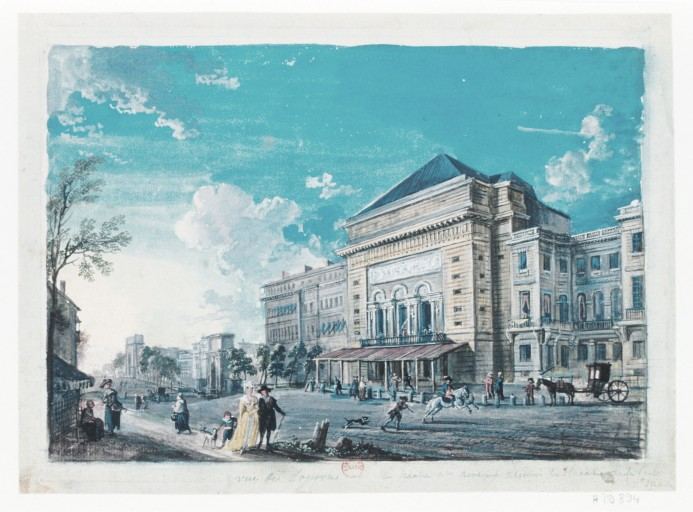
Porte Saint-Martin, där Parisoperan var inhyst 1781-1794

 ( lyssna)) är en offentlig fransk institution som producerar operaföreställningar och baletter 
i två olika lokaler i Paris: Opera Garnier (l'Opéra Garnier) och Opera Bastille (l'Opéra Bastille, byggd 1984). Namnet "Parisoperan" syftar oftast på Opéra Garnier. Parisoperan, som i dagligt tal helt enkelt kallas Operan, har varit verksam i olika lokaler och under olika namn sedan 1669.

## Historik
Poeten Pierre Perrin fick monopol av Ludvig XIV att grunda en fransk opera 28 juni 1669. Operan var en kunglig akademi med allmänt inträde. 
Operan invigdes på Bouteille-Bollhuset, Salle de la Bouteille på Rue des Fossés de Nesles med operan Pomone av Robert Cambert 3 mars 1671.
Jean-Baptiste Lully var operans direktör 1672-1687 och fick då namnet Académie Royale de Musique, men kom att kallas enbart operan. Lully utverkade att de musikaliska föreställningarna begränsades i den franska och den italienska teatern, vilket gynnade operan. Operan fick 1673 överta lokalen Théâtre du Palais-Royal, och från 1684 öppnades lokala filialer i Marseille, Lyon, Rouen, Lille och Bordeaux. Operan fick en storhetstid under Lully, då kungen lät nya föreställningar få sin premiär vid hovet, och från denna tid hölls regelbundna föreställningar. 
Samtidigt med operan utvecklades baletten; år 1661 hade kungliga baletten, Académie Royale de Danse, grundats, och operan och baletten kom att uppträda tillsammans även om de formellt var två skilda akademier. 
Under franska revolutionen upplöstes baletten, och operan bytte namn och bröt alla band till kungahuset. 1794 flyttade operan in i Théâtre National de la rue de la Loi och antog namnet Théâtre des Arts, och 1797 namnet Théâtre de la République et des Arts. 
Napoleon tog kontrollen över operan och gav den namnet Académie Impériale de Musique. Efter den Bourbonska restaurationen återinfört kungadömet 1814 fick den namnet Académie Royale de Musique och 1816 Académie des Beaux-Arts. Operan inhystes i Salle Le Peletier, där den hade plats för 1900 åskådare, mellan 1821 och 1873, då den brann ned. När kejsardömet återupprättades 1852 återfick operan namnet Académie Impériale de Musique. Sedan republiken 1870 hade ersatt kejsardömet fick den namnet Théâtre National de l'Opéra. 
Operan inhystes i Palais Garnier från 1875 och förenades 1939 med Opéra-Comique under namnet Réunion des Théâtres Lyriques Nationaux. 1990 flyttade Opéra sin huvudscen till Opéra-Bastille under namnet Opéra de Paris, men baletterna fortsatte att uppföras på Palais Garnier, och Opéra-Comique blev återigen separat. År 1994 fick Opéra de Paris namnet Opéra National de Paris.

## Historiska operahus
Nedanstående scener har hyst parisoperan sedan den bildades 1659, med namnet Académie royale de Musique (Kungliga musikaliska akademien) fram till invigningen av Opera Garnier 1875. Med undantag av den första låg samtliga i centrala Paris.
1. Salle d’Issy (1659), Issy-les-Moulineaux ;
2. Salle de la Bouteille (1671-1672), rue Mazarine (6:e arrondissementet)
3. Salle du Bel-Air (1672-1673), rue de Vaugirard (6:e arrondissementet)
4. Première salle du Palais-Royal (1673-1763), Palais-Royal  (1:a arrondissementet)
5. Salle des Machines (1764-1770), palais des Tuileries
6. Deuxième salle du Palais-Royal (1770-1781), Palais-Royal
7. Salle des Menus-Plaisirs du roi (1781), faubourg Poissonnière (9:e arrondissementet)
8. Salle de la Porte-Saint-Martin (1781-1794), boulevard Saint-Martin  (10:e arrondissementet)
9. Théâtre-National (1794-1820), rue de Richelieu  (1:a arrondissementet)
10. Théâtre Louvois (1820), rue Louvois  (2:a arrondissementet)
11. Salle Favart (1820-1821), place Boieldieu  (2:a arrondissementet)
12. Salle Le Peletier (1821-1873), rue Le Peletier  (9:e arrondissementet)
13. Salle Ventadour (1874), rue Méhul (2:a arrondissementet)

## Andra operahus i Paris
- Opéra-Comique (salle Favart)
- Théâtre des Champs-Élysées
- Théâtre du Châtelet